# Pusta Wola

Dom Ludowy i Remiza OSP

Dom Ludowy, tablica pamięci

Pusta Wola – wieś w Polsce położona w województwie podkarpackim, w powiecie jasielskim, w gminie Skołyszyn.

## Położenie geograficzne
Pusta Wola leży w dolinie rzeki Ropy w Obniżeniu Gorlickim (513,66) na Pogórzu Karpackim w południowo-wschodniej Polsce. Wieś graniczy od południa i zachodu z Harklową i Kunową, z północy ze Sławęcinem i Siedliskami Sławęcińskimi i od wschodu z Przysiekiami. Najbliżej położone miasta to Jasło (województwo podkarpackie) w odległości 15 km i Biecz (województwo małopolskie) odległy o 11 km. Obszar wsi wynosi 187,9 ha.
W Pustej Woli znajduje się fragment specjalnego obszaru ochrony siedlisk w ramach sieci Natura 2000 o nazwie „Wisłoka z dopływami”  i obejmuje obszar koryta rzeki Ropy wraz z wiklinami nadrzecznymi.
W latach 1975–1998 miejscowość administracyjnie należała do województwa krośnieńskiego.

## Historia
W 1416 Pusta Wola została lokowana na prawie niemieckim jako wieś królewska. Królewszczyzną była aż do okresu rozbiorów. W 1777 władze austriackie sprzedały starostwo trzcinickie, w skład którego wchodziła także wieś Pusta Wola i odtąd była ona własnością prywatną do roku 1945.
Na placu obok domu ludowego i remizy w dniu 24 października 2014 dla upamiętnienia 25 lat wolności w Polsce odpowiadając na akcję prezydenta Bronisława Komorowskiego i Lasów Państwowych posadzono dąb wolności przy udziale miejscowej OSP. 

## Ludność
Na koniec 2017 Pusta Wola liczyła 273 mieszkańców, a średnia gęstość zaludnienia  wynosiła 144 osoby/km². Według danych na koniec 2012 na ogólną liczbę 277 mieszkańców było 150 kobiet i 127 mężczyzn; 222 osób dorosłych i 55 osób poniżej 18 roku życia oraz 42 mieszkańców w wieku emerytalnym. 

- Wykres liczby ludności w Pustej Woli na przestrzeni lat[9][10][11][12][13]:

| wykształcenie dane z Narodowego Spisu Powszechnego z 2002 roku |      |            |          |         |        |
|                                                                | brak | podstawowe | zawodowe | średnie | wyższe |
| osób                                                           | 6    | 83         | 84       | 40      | 7      |
| kobiet                                                         | 5    | 44         | 37       | 23      | 3      |
| mężczyzn                                                       | 1    | 39         | 47       | 17      | 4      |

- Ludność w wieku 13 lat i więcej wg płci i poziomu wykształcenia w 2002[14]:

## Zabytki
W Pustej Woli nie ma obiektów wpisanych na listę zabytków województwa podkarpackiego.
Obiekty ujęte w gminnej ewidencji zabytków:  
- Cmentarz choleryczny